# Pfarrkirche Au am Leithaberge

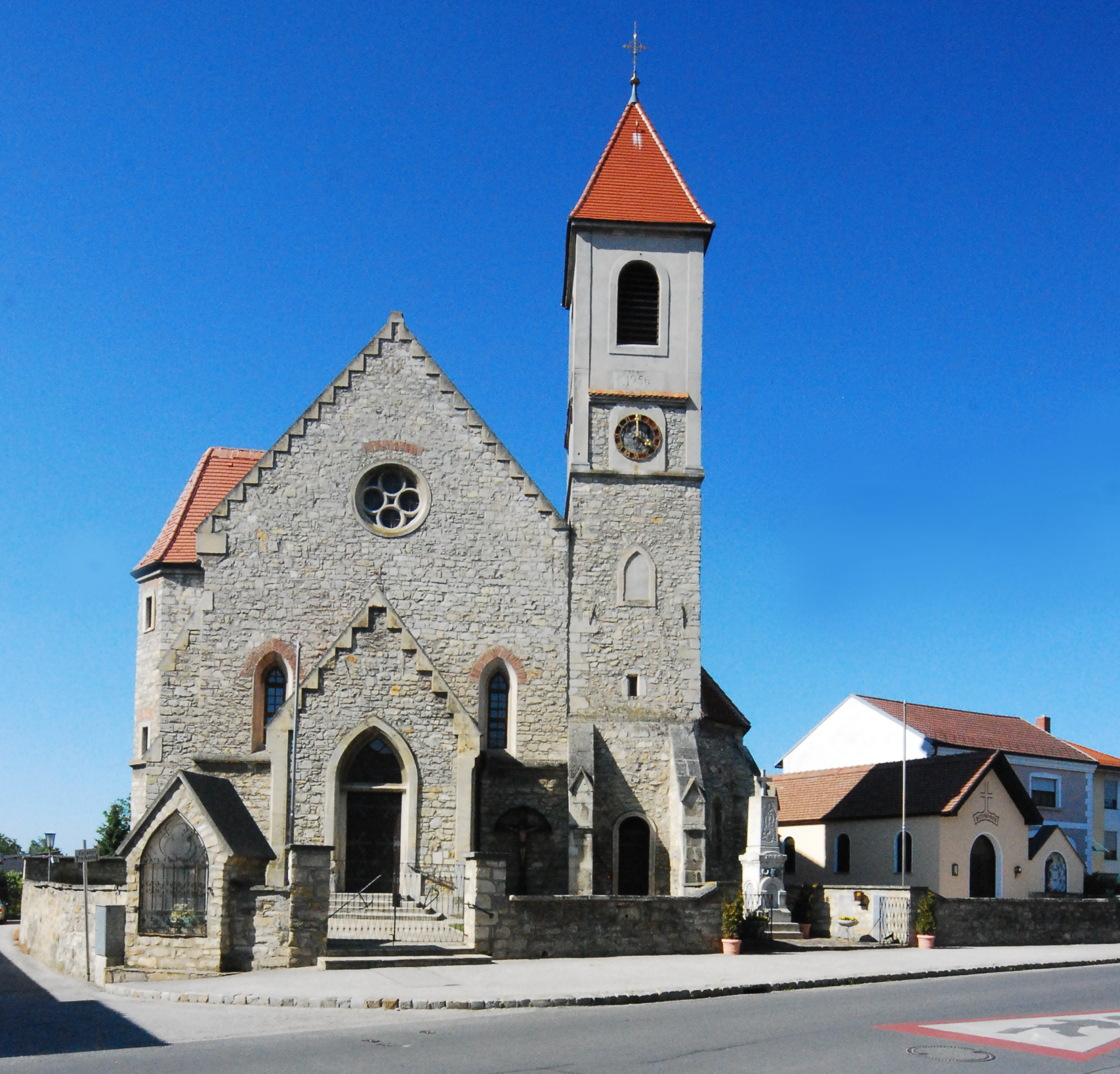
Katholische Pfarrkirche hl. Nikolaus in Au am Leithaberge

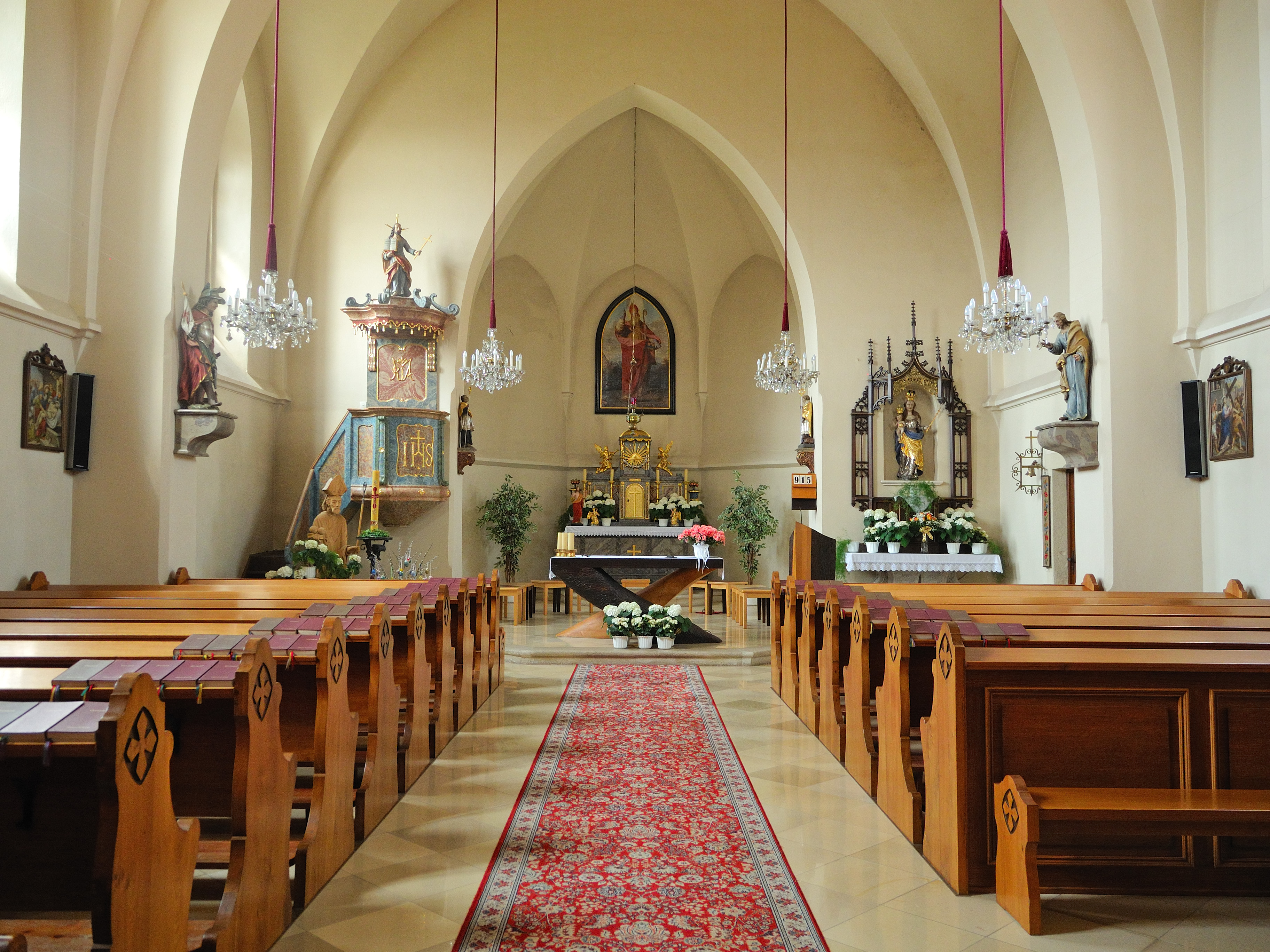
Langhaus, Blick zum Chor

Die römisch-katholische Pfarrkirche Au am Leithaberge (Patrozinium: hl. Nikolaus von Myra) steht im Norden des Angers von Au am Leithaberge in Niederösterreich. Die Pfarrkirche gehört zum Dekanat Weigelsdorf im Vikariat Unter dem Wienerwald der Erzdiözese Wien. Die Kirche steht unter Denkmalschutz.

## Geschichte
Eine Pfarre wurde im 14. Jahrhundert genannt und gehörte bis 1785 zum Bistum Raab und zur Herrschaft Scharfeneck. Unter teilweiser Erhaltung des mittelalterlichen Vorgängerbaus wurde 1876/1877 nach den Plänen des Architekten Ludwig Wächtler mit dem Baumeister Anton Mittermann die heutige Kirche errichtet. 1992 fand eine Innenrestaurierung statt.

## Architektur
Kirchenäußeres
Die genordete Kirche ist teils von einer mittelalterlichen, barock erhöhten ehemaligen Kirchhofmauer umgeben. Die Saalkirche in neoromanischen und neogotischen Formen hat einen eingezogenen Chor mit einem Fünfachtelschluss.

## Ausstattung
Die Orgel mit 15 Registern baute Huber Orgelbau (1930) mit einem neogotischen Gehäuse.